# ケイマン航空
ケイマン航空（ケイマンこうくう、Cayman Airways）はイギリス領ケイマン諸島グランドケイマンを本拠地としている国営航空会社である。国際線及び国内線定期旅客便を主に運航している。運航上のハブはグランドケイマンのオーエン・ロバーツ国際空港である。

## 歴史
この航空会社は1968年7月に設立され運航が始められた。

## 就航路線
- ケイマン諸島
  - グランドケイマン(ハブ空港)
  - ケイマンブラック
  - リトルケイマン
- キューバ
  - ハバナ
- ジャマイカ
  - キングストン
  - モンテゴベイ
- アメリカ合衆国
  - シカゴ
  - オーランド
  - ニューヨーク
  - マイアミ
  - タンパ

## 保有機材

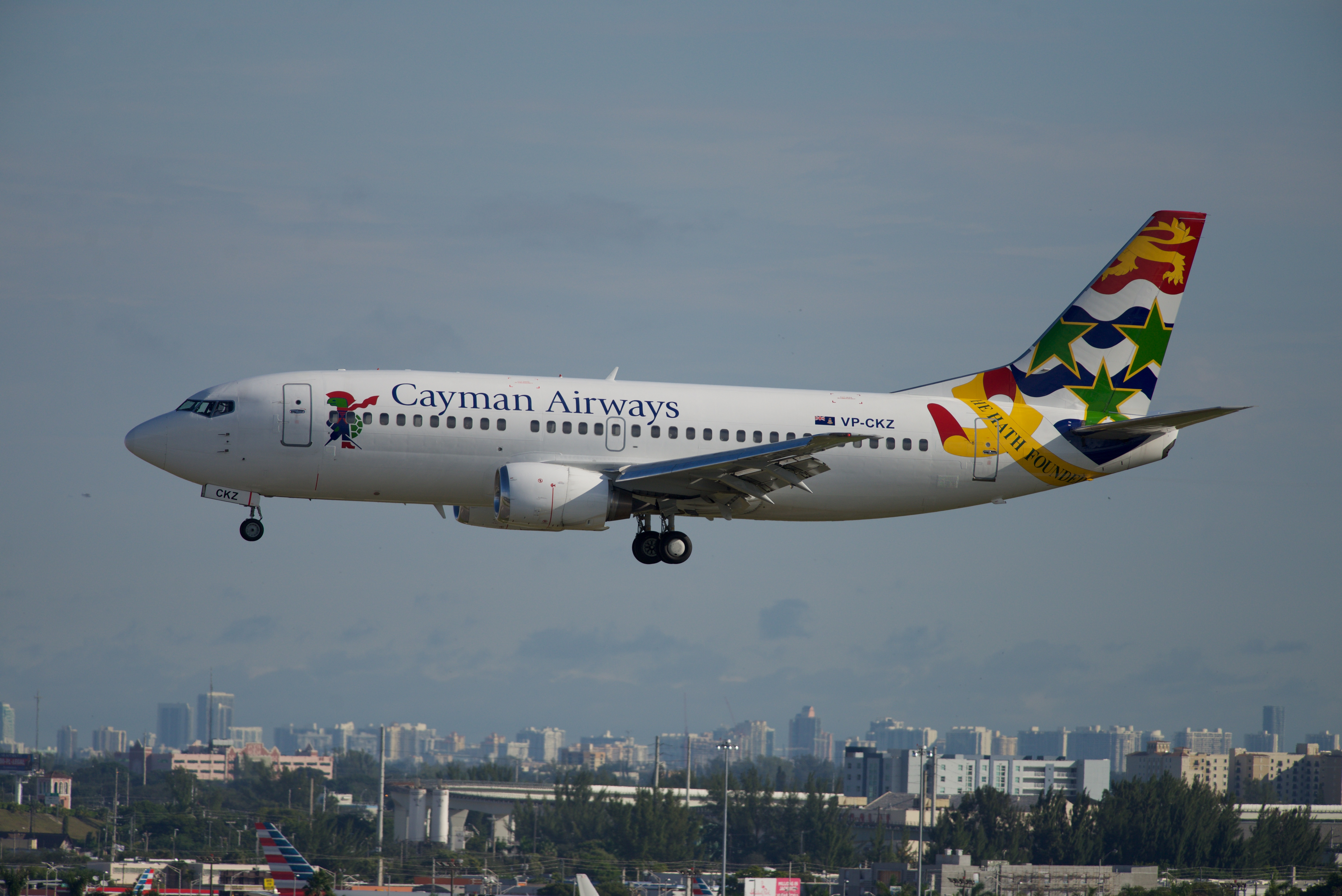
ケイマン航空のボーイング737-500型機(退役済み)

ケイマン航空の機材は以下の航空機で構成される (2025年2月現在)：
- デ・ハビランド・カナダ DHC-6型機 3機
- ボーイング737MAX-8型機 4機
- サーブ340型機 2機